# Корова

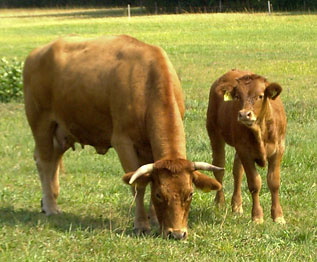
Домашняя корова с телёнком

Коро́ва — отелившаяся самка крупного рогатого скота, то есть домашнего быка.
Прежде чем стать коровой, самка быка называется тёлкой (до первого оплодотворения), после оплодотворения до первых родов она называется нетелью.
Коровы используются для получения потомства, а также молочной и мясной продукции.
Коровами называются также самки некоторых других парнокопытных, к примеру, зубров.

## Анатомические особенности
Масса новорождённых тёлок зависит от породы и составляет 18–45 кг, реже до 60 кг. В отличие от быков, которые обычно весят 300—900 кг, масса взрослых коров всего 200—600 кг, реже до 1000 кг.

### Вымя
В паховой области расположено вымя — молочная железа, которая разделена серединной перегородкой, выполняющей опорную функцию, на правую и левую половины. Каждая половина состоит из двух четвертей — передней и задней, или бедренной. Каждая четверть имеет сосок длиной от 5 до 10 см и диаметром 2—3 см, цистерны и железистую часть. Молоко вырабатывается в секреторном эпителии мельчайших полостей — альвеол, расположенных вокруг молочных протоков, последние открываются в молочные цистерны. Удержание молока в вымени происходит за счёт капиллярного эффекта, а также сфинктерных мышц, расположенных вокруг крупных молочных протоков. Для производства 1 литра молока корове требуется пропустить через вымя 500 литров крови, поэтому оно обильно обеспечивается кровью.
У коров молочных пород вымя имеет чашеобразную форму и выступает вперёд, имеет ровные симметрично расположенные доли. Длинные, извитые вены хорошо заметны.

## Жизненные циклы
Тёлки большинства пород растут до 5–7 лет, у позднеспелых до 6–7 лет.
В возрасте 7–10 месяцев тёлки становятся половозрелыми. Первое осеменение, естественное (случка) или искусственное, проводят в возрасте 16–18 месяцев.
Продолжительность беременности, которую у коров называют стельностью, 250–310 суток. Перед отёлом в течение т. н. сухостойного периода 45–60 суток коров не доят («запускают»). Продолжительность периода лактации (выделения молока) составляет 280–320 суток. Наибольшее количество молока коровы дают во время пятой-шестой лактации. Продолжительность жизни составляет около 20 лет (в редких случаях 35), при этом период хозяйственного использования до 12–13 лет, за это время используется 9–12 лактаций. В качестве племенных животных используют 5–10 лет.

### Эстральный цикл
В течение года корова несколько раз бывает готова к оплодотворению. Период, когда самка положительно воспринимает самца, называется эструс (применительно к корове охота). Таким образом, коровы являются полиэструсными самками. Продолжительность эстрального цикла примерно 21 день. В течение этого периода в организме коровы происходит ряд последовательных изменений на клеточном и гормональном уровнях, готовящих яйцеклетку к оплодотворению, а саму корову к беременности. Эструс продолжается в среднем 18 часов с заметными отклонениями от среднего периода. В это время поведение коровы становится беспокойным, она может пытаться залезть на других коров, может позволять это делать другим коровам, постоянно мычит, отстраняется от стада, у неё снижается аппетит, но пьёт больше обычного. Удои при этом снижаются. Наружная часть влагалища становится красной, из него вытекает мутнеющая слизь. Овуляция происходит примерно через 10 часов после завершения эструса. Осеменение, как искусственное, так и естественное, может быть эффективным только во время половой охоты.

### Лактация
Лактация (выделение молока) у коров продолжается 280–320 суток. Первые дни после отёла выделяется молозиво, непригодное к промышленной переработке. Наиболее продуктивными являются 5–6-е лактации.

## Удои
Удой от одной коровы голштинской породы, самой распространённой молочной породы составляет более 10000 кг молока за лактацию, изредка превышает 30000 кг. В разных странах средние удои отличаются, могут составлять от 950 кг (Индия) до 10420 кг (Израиль). Самые низкие удои зарегистрированы в странах Африки (менее 500 кг). Молочная продуктивность некоторых пород может составлять всего около 200 кг за лактацию, этого хватает только для выкармливания телёнка.

### В России
Поголовье коров в России в хозяйствах всех категорий к концу 2023 года снизилось до 7,6 млн голов (-184 тысячи).
Надои молока на 1 корову в сельхозорганизациях России в 2023 году выросли до 8067 кг (+428 кг).

## Галерея
В живописи

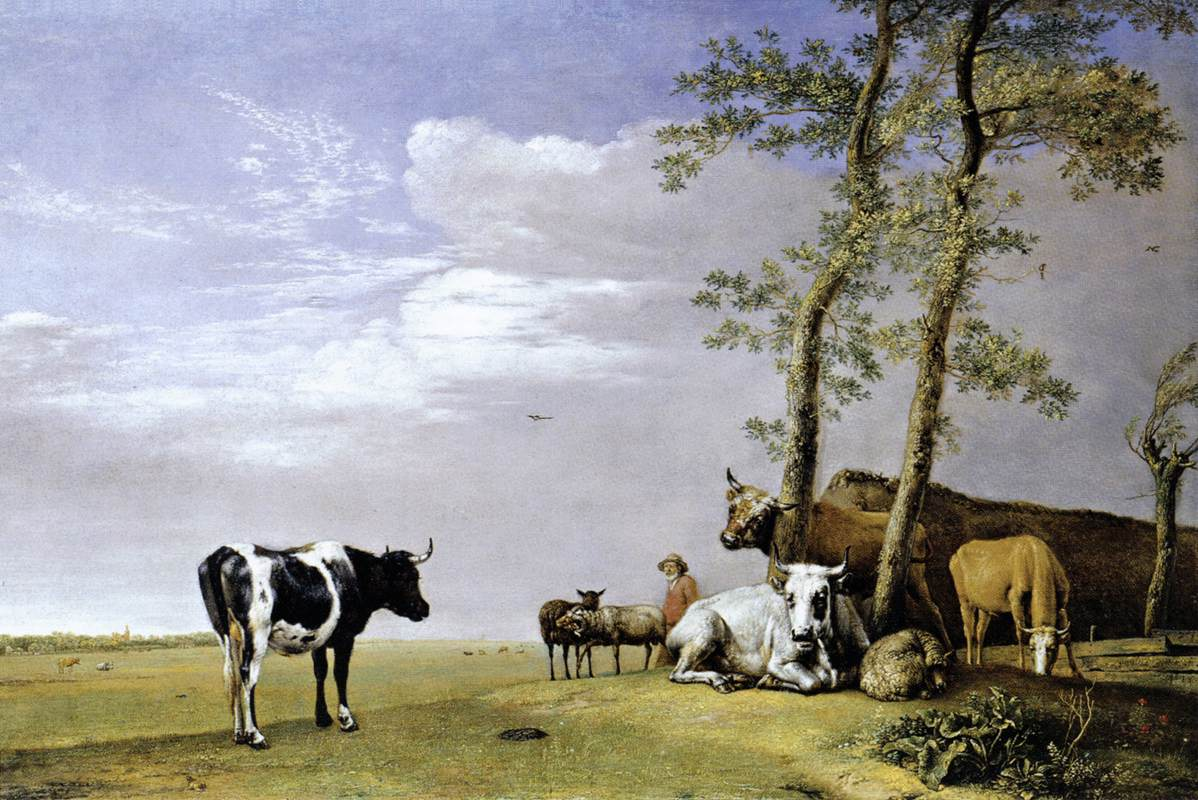
Крестьянин со своим стадом. Паулюс Поттер, 1648
Девушка доит корову. Карел Дюжарден, 1657
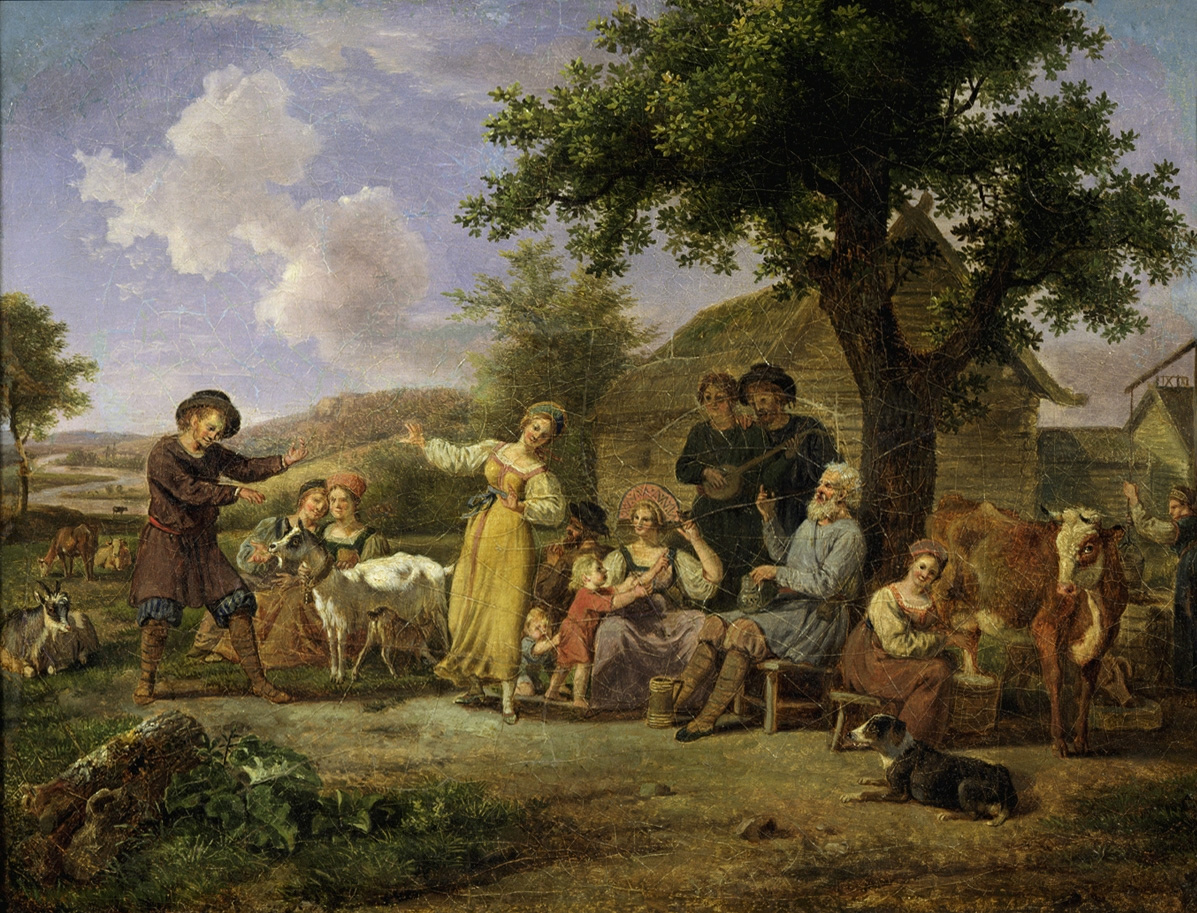
Праздник в деревне. Неизвестный художник, XVIII век
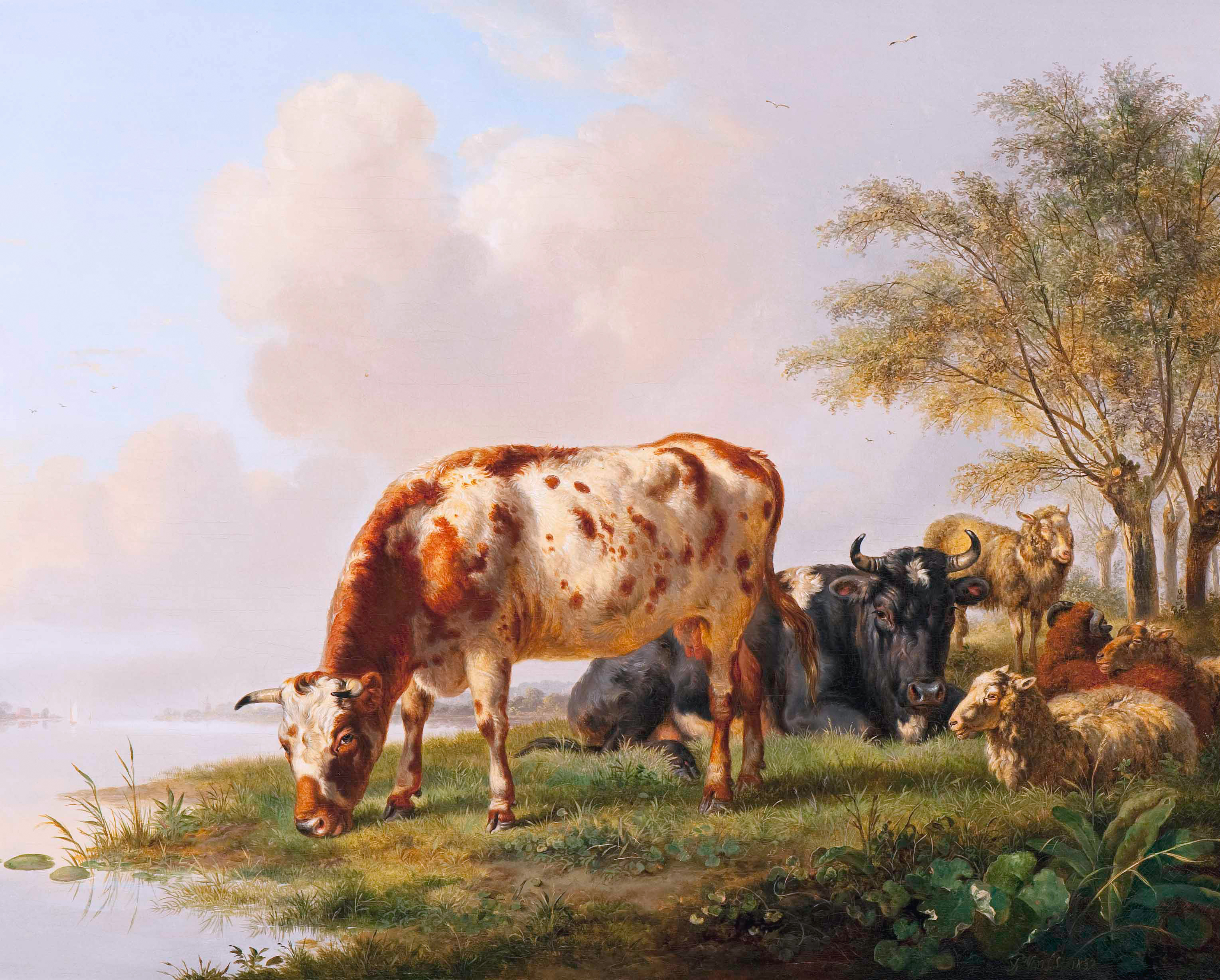
Коровы и овцы на берегу реки. Питер Герардус ван Ос, 1832
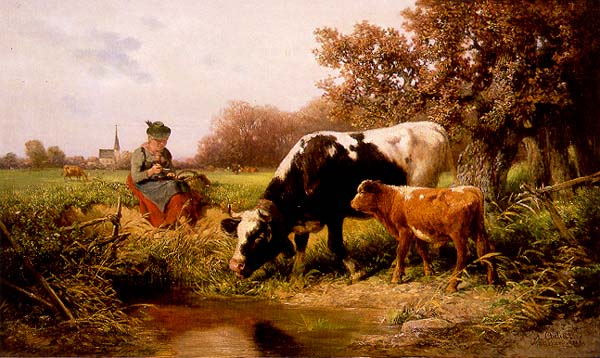
Пруд. Адольф Челиус, около 1900